# Saint-Jean-d'Aigues-Vives
 Saint-Jean-d'Aigues-Vives  es una población y comuna francesa, en la región de Mediodía-Pirineos, departamento de Ariège, en el distrito de Foix y cantón de Lavelanet.

## Demografía
| 79 | 102 | 171 | 393 | 477 | 430 |
| Para los censos de 1962 a 1999 la población legal corresponde a la población sin duplicidades (Fuente: INSEE [Consultar]) |     |     |     |     |     |